# Stephanodaphne
Stephanodaphne es un género botánico con nueve especies de plantas de flores perteneciente a la familia Thymelaeaceae

## Especies seleccionadas
- Stephanodaphne boivini
- Stephanodaphne capitata
- Stephanodaphne cremostachya